# Idaea shimizuensis
Idaea shimizuensis är en fjärilsart som beskrevs av Matsumura 1925. Idaea shimizuensis ingår i släktet Idaea och familjen mätare. Inga underarter finns listade i Catalogue of Life.